# Konstanty Michalski
Konstanty Michalski (Dąbrówka Mała, 12 aprile 1879 – Cracovia, 6 agosto 1947) è stato un presbitero, filosofo e teologo polacco di fede cattolica.

## Biografia
Michalski nacque il 12 aprile 1879, figlio dell'operaio siderurgico Ignacy Michalski e di sua moglie Paulina, nata Winkler. Quando all'età di tre anni perse i genitori, iniziò a prendersi cura di lui uno zio e si trasferì a Siemianowitce. Completato il ciclo di istruzione primaria nel 1893, nel 1898 si stabilì a Cracovia per frequentare il liceo lazzarista. Nello stesso anno professò i voti religiosi e iniziò a studiare teologia. Il 5 luglio 1903 fu ordinato sacerdote. Dopo essersi laureato in slavistica presso l'Università Jagellonica, insegnò lingua polacca, storia della filosofia e patrologia presso il noviziato della Congregazione della missione. Nel 1911 completò con lode il dottorato in filosofia presso l'Università cattolica di Lovanio, discutendo una dissertazione redatta sotto la supervisione di Maurice de Wulf.
Sacerdote missionario, a partire dal 1914 fu professore di filosofia presso la facoltà teologica dell'Università Jagellonica di Cracovia. Decano della facoltà teologica per 4 mandati (negli anni accademici 1923/24, 1928/29, 1935/36, 1936/37), nel 1931 e nel 1932 divenne il rettore di tutto l'ateneo. La Campagna di Polonia da parte del Reich tedesco interruppe temporaneamente la sua attività di insegnamento e ricerca.  Insieme all'intero corpo docente dell'università, fu arrestato il 6 novembre 1939 e internato nel Campo di concentramento di Sachsenhausen. L'appartamento di Michalski fu sgomberato con la forza e molti dei suoi libri, manoscritti e opere accademiche furono gettati con noncuranza nel cortile di casa. Le proteste internazionali del 6 febbraio 1940 portarono al rilascio di molti internati, ma non impedirono la morte di alcuni colleghi nel campo o successivamente in conseguenza delle privazioni. Michalski fu esiliato nel villaggio polacco orientale di Sichów (nell'odierna Ucraina), senza l'opportunità di svolgere alcun lavoro accademico. Al termine della guerra, nel 1945, riprese a insegnare filosofia a Cracovia. Data l'età avanzata, non ebbe il tempo di realizzare una raccolta sistematica delle sue opere, che sono quindi rimaste frammentarie.
Nel 1927 fu nominato membro corrispondente dell'Accademia polacca della cultura e nel 1933 membro effettivo. Nel 1928 rappresentò l'Accademia polacca nell'Union Académique Internationale di Bruxelles, alla quale presentò il suo progetto Corpus philosophorum medii aevi, che aveva elaborato insieme ad Aleksander Birkenmajer, e che continua ancora negli anni Duemila.
Michalski fu uno dei principali studiosi polacchi di filosofia medievale. I suoi principali interessi di ricerca furono la Scolastica e il tardo nominalismo, in particolare quello polacco del XIV secolo.Tale interesse nacque dalla forte influenza esercitata dalla filosofia di Giovanni Buridano sull'Università di Cracovia durante il Medioevo. Insieme a Pierre Duhem, Michalski divenne un pioniere nello studio della filosofia del XIV secolo, di cui fu il primo a intraprendere un'analisi approfondita. Rintracciò, esaminò e integrò in un quadro organico un numero sorprendente di documenti. Con il suo lavoro, Michalski fece di Cracovia un centro di ricerca medievale.
Secondo Michalski, la filosofia tardomedievale mostrò un crescente e marcato scetticismo, che egli ascrisse all'influenza decisiva di Guglielmo di Ockham. Secondo il professore di filosofia Claude Panaccio, Michalski adottò una prospettiva tomista e, malgrado alcuni errori, giunse a una valutazione sostanzialmente corretta del contesto dell'epoca oggetto dei suoi studi.
Michalski poneva sé stesso all'interno di un movimento di rinnovamento della storiografia medievale che egli faceva iniziare con il metodo induttivo di Denifle e Ehrle, i quali sfruttarono completamente il materiale manoscritto e così introdussero la nuova consapevolezza dell'esistenza di una varietà di indirizzi e di scuole filosofiche durante tutto il Medioevo. Prima di allora, la storiografia medievale era concepita come una lunga teoria di interpreti della dottrina cristiana e dei dogmi culminata col tomismo, "senza gravi scosse e turbamenti", con differenze e prese di distanza che si limitavano ad aspetti secondari e marginali.

## Opere
- Tomizm w Polsce na przełomie XV i XVI w. ("Il tomismo in Polonia a cavallo tra XV e XVI secolo; 1911)
- Odrodzenie nominalizmu w XIV w. (La rinascita del nominalismo nel XIV secolo; 1926).[1]